# Stephen Paulus
 Der er flere personer med dette navn, se Paulus (flertydig).
Stephen Paulus (24. august 1949 i Summit, New Jersey, USA - 19. oktober 2014) var en amerikansk komponist.
Paulus flyttede som lille med sin familie til Minnesota, hvor han senere studerede komposition på University of Minnesota.
Han var bedst kendt for sine operaer og korværker. Han har skrevet over 350 værker, bl.a. to symfonier, 2 sinfoniettas, og orkesterværker. Paulus komponerer i tonal melodisk romantisk stil. Han har skrevet mange bestillingsværker for kor til bl.a. Atlanta Symfoniorkester.

## Udvalgte værker
- Symfoni i Tre Satser (nr. 1) "Soliloquy" (1986) - for orkester
- Symfoni nr. 2 (1989) - for strygeorkester
- Sinfonietta (r. 1 (1991) - for orkester
- Manhattan Sinfonietta (nr. 2) (1995) - for orkester
- 2 Klaverkoncerter (2002, 2005) - nr. 1 for klaver og orkester, og nr. 2 for klaver og  koncertorkester
- 3 Violinkoncerter (1987, 1992, 2012) - for violin og orkester
- "Jordbryder overture" (1987) - for orkester
- Koncertante (1989) - for orkester
- "Nattetale" (1989) - for baryton og orkester
- "Gade Musik" (1990) - for orkester